# Pangrango
Le Pangrango est un stratovolcan endormi situé dans l'arc de la Sonde (en), dans la province de Java occidental en Indonésie.

## Géographie
Le volcan est formé par une zone de subduction de la côte Sud de Java face à l'océan Indien. Il se situe à 80 km au sud de Jakarta, au nord-ouest du mont Gede, dans le parc national de Gunung Gede Pangrango.
D'une altitude de 3 019 m, son pic porte le nom de Mandalawangi.

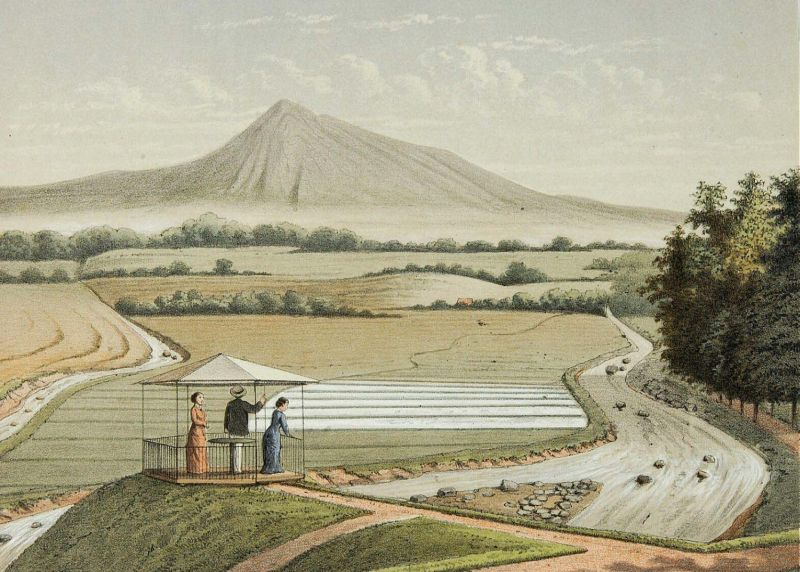
Lithographie de 1880 représentant le mont Pangrango vu du jardin botanique de Bogor.